# Теорема Фишера — Типпета — Гнеденко
В статистике теорема Фишера — Типпета — Гнеденко (также теорема Фишера — Типпета или теорема об экстремальных значениях) является теоремой теории экстремальных значений в отношении асимптотического распределения статистик экстремального порядка . Теорема об экстремальных значениях и детали ее сходимости приписываются Фреше (1927), Фишеру и Типпету (1928), Мизесу (1936) и Гнеденко (1943).

Впервые проблема нахождения распределения максимального значения в последовательности случайных величин была сформулирована Борткевичем В.И. в 1922 году.  В 1928 Фишер и Типпет указали принадлежность распределения к одному из трех типов. В работах Мизеса и Гнеденко были указаны условия сходимости к данным трем распределениям 

## Описание
Есть последовательность величин{\displaystyle X_{1},X_{2},...,X_{n}...} независимых и одинаково распределенных переменных{\displaystyle M_{n}=\max\{X_{1},...,X_{n}\}}. Если имеются пары действительных чисел {\displaystyle (a_{n},b_{n})} то существуют такой, что {\displaystyle a_{n}>0} e {\displaystyle \lim _{n\to \infty }P\left({\frac {M_{n}-b_{n}}{a_{n}}}\leq x\right)=F(x)}, если {\displaystyle F} является невыраженной функцией распределения, то предельное распределение   {\displaystyle F} принадлежит к распределениям либо Гумбеля, либо Фреше, либо Вейбулля. Эти ситуации называют обобщениями экстремальными законами.
В разработке теоремы участвовали Математики Фишер в 1927 и Типетт в 1928 году, а также Борис Гнеденко в 1943 году.
G(γ,x,θ) =EXP[ -(1+ γ *(x-µ)/θ)^(-1/ γ)               ]
Данная функция при γ =0 имеет форму распределения Гумбеля (экспотенциальный хвост) ,при γ > 0 имеет форму распределения Фреше (тяжелый хвост), а при γ < 0 (легкий хвост) — форму распределения Вейбулла. 